# Santiago López García
Santiago López García (geboren am 1. Januar 1996 in Madrid) ist ein spanischer Handballspieler, der auf der Spielposition Rückraum Mitte eingesetzt wird.

## Vereinskarriere
Santiago López García spielte bis zum Jahr 2020 neun Spielzeiten lang für BM Alcobendas. Seitdem ist er für Frigoríficos Morrazo in der Liga Asobal aktiv.

## Auswahlmannschaften
Sein erstes Spiel für Spanien absolvierte er am 4. Mai 2017 mit der Juniorennationalmannschaft gegen die Auswahl Portugals. Er nahm an der U-21-Weltmeisterschaft in Algerien (2017) teil, bei der die Spanier Weltmeister wurden, und stand bis Juli 2017 in 17 Spielen im Aufgebot des spanischen Nachwuchsteams, in denen er 14 Tore erzielte.